# Decri
Decri (en llatí: Decrius) va ser un militar romà que tenia el comandament d'una fortalesa a la província romana d'Àfrica durant la revolta de Tacfarines l'any 20.
Era un soltat hàbil i valent, i va portar als seus homes, que eren molt pocs, a un combat en camp obert sense esperar a ser assetjat. Va lluitar desesperadament fins i tot després de ser malferit, però finalment els romans van ser derrotats i van morir tots, segons diu Tàcit.